# Santo Stefano (Minerbe)
Santo Stefano è una frazione del comune di Minerbe avente poco più di 100 abitanti, collocata sulla strada principale che collega il centro urbano (distante circa 2,7 km) al comune di Bonavigo e alla frazione di Albaredo d'Adige Coriano Veronese. Il centro si snoda dopo l'incontro tra le strade della Lupia e la SP 18 e circonda la chiesetta intitolata al santo della frazione.

## Luoghi d'interesse
- Chiesa di Santo Stefano
- Villa Visconti